# Elías Gabriel Flores Viramontes
Elías Gabriel Flores Viramontes (Ciudad Juárez, Chihuahua; 17 de noviembre de 1967)  es un empresario, filántropo y exfuncionario público.
Se desempeñó como asesor económico de la ex-presidenta nacional del Movimiento de Regeneración Nacional (MORENA), Yeidckol Polevnsky Gurwitz, entre 2017 y 2020.
En años anteriores fungió como Presidente de CANACINTRA Juárez y como Vicepresidente Nacional de la Zona Norte de dicha Cámara Industrial, entre 2004 y 2008.
Actualmente funge como director general Y Presidente del Consejo de Administración  de Flex Capital, S. de R.L. de C.V., empresa dedicada al desarrollo inmobiliario: naves industriales, plazas comerciales, departamentos.

## Infancia, juventud y educación
Sus estudios primarios los realizó en el Colegio Teresiano de Ciudad Juárez y cursó la preparatoria (High School) en Coronado High School, donde se hizo acreedor de la beca AIFS “American Institute for Foreign Studies” en Grenoble, Francia. 
Cursó la licenciatura en Ciencias Políticas y Administración Pública en la Universidad de Loyola la cual concluyó en 1992 y su maestría en Gobierno en la Universidad de Harvard en 1997.
Es candidato a doctor en Historia Social por la Universidad de Edimburgo, Escocia.
Realizó un Diplomado en Alta Dirección de Empresas (OPM 37) en la Escuela de Negocios en la Universidad de Harvard en 2008. En 2023 obtiene el Diplomado  de Alta Dirección de Empresa AD Regional del IPADE Business School.
Su tesis, “The Process of Achieving Stability Through Consensus: The Case of Mexico: 1917-1940”, estuvo bajo la dirección del profesor John Womack, Jr., asesor de tesis doctoral del expresidente Carlos Salinas de Gortari, quien le otorgó una nota especial de excelencia a la tesis presentada, publicada como libro por la Universidad Autónoma de Chihuahua, bajo el título "El Nacimiento de las Instituciones en México".

## Carrera profesional
Fue diputado local del Distrito electoral local 2 de Chihuahua en la LXIII Legislatura del Congreso del Estado de Chihuahua donde fue presidente de la Conferencia Legislativa Fronteriza 2012-2013.
En 2009 inicia la Fundación Gabriel Flores, A. C. dedicada a la investigación y divulgación de la fotografía histórica. Esta fundación cuenta con la colección más grande del mundo de fotografías originales del General Emiliano Zapata Salazar.
En 2020 es designado Presidente del Consejo Regional de Ciudad Juárez, Grupo Financiero Banorte.
El 5 de febrero de 2021, se convirtió en Precandidato a presidente municipal por Morena por medio de un registro virtual ante la autoridad electoral del mismo partido, en un evento realizado en la plaza del Monumento a Benito Juárez.
Actualmente, es el presidente del Patronato de Amigos del Museo de la Revolución en la Frontera y Donante Mayor, Rotary International.